# Laax
Laax (rm. Lags) – miejscowość i gmina w Szwajcarii, w kantonie Gryzonia, w regionie Surselva. Leży w Alpach Glarneńskich. Jest bazą narciarską i ośrodkiem sportowym. Oprócz stoków przygotowanych dla narciarzy i snowboardzistów Laax oferuje też trasy kolarstwa górskiego i liczne piesze szlaki turystyczne prowadzące w okoliczne szczyty.

## Demografia
W Laax mieszkają 1 974 osoby. W 2020 roku 19,8% populacji gminy stanowiły osoby urodzone poza Szwajcarią. 

## Transport
Przez teren gminy przebiega droga główna nr 19. 

## Galeria

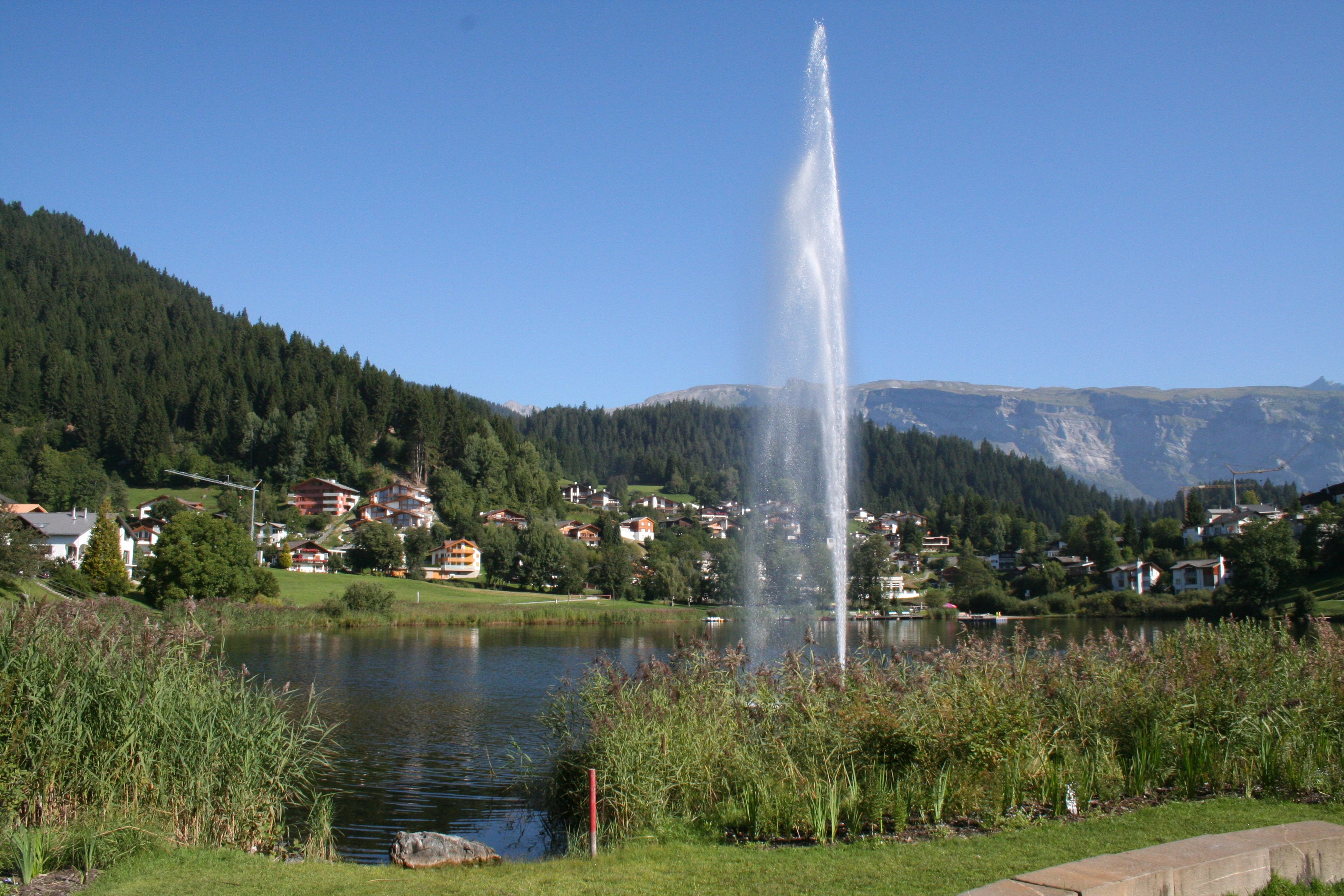
Jezioro Laaxersee
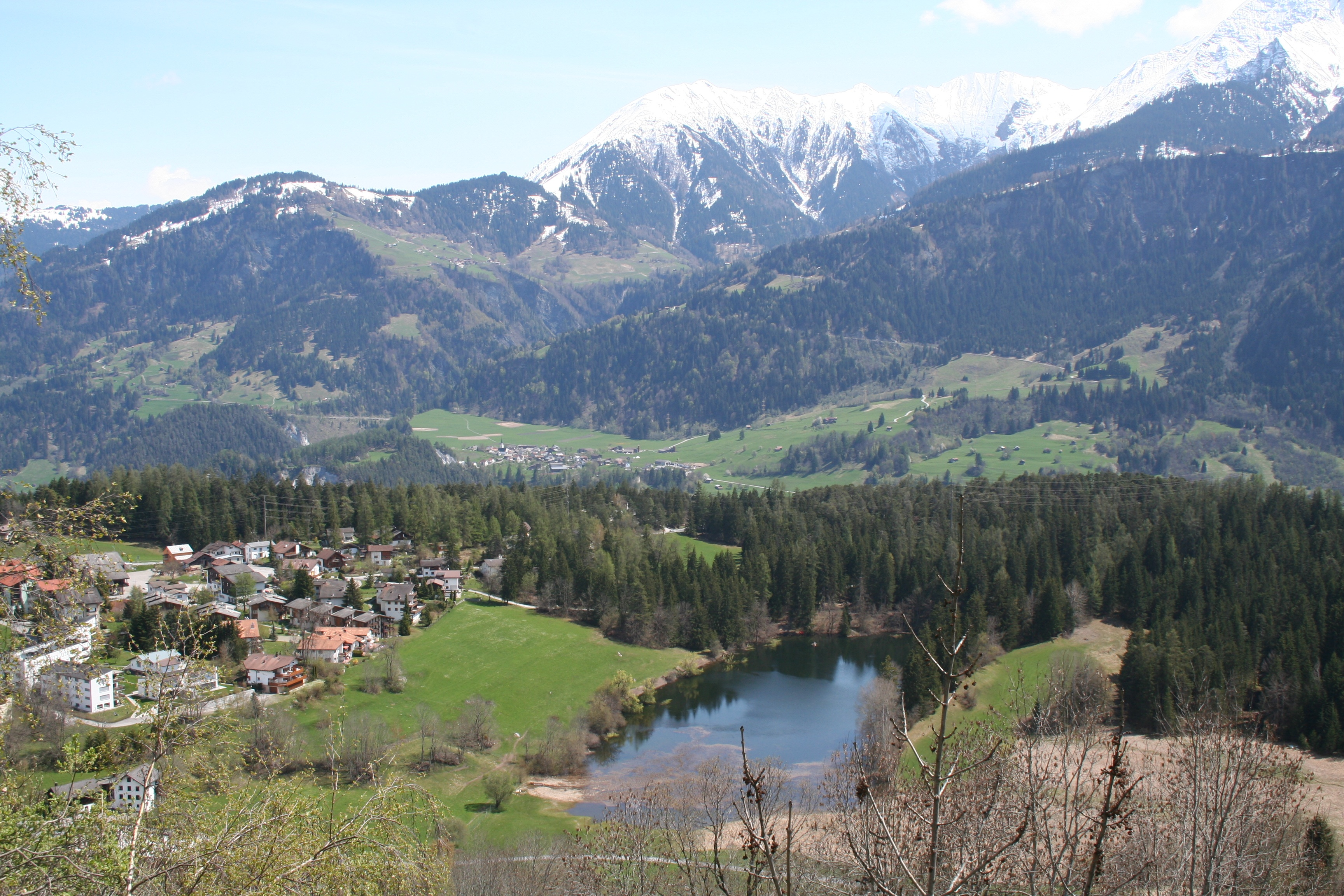
Laax wraz z jeziorem
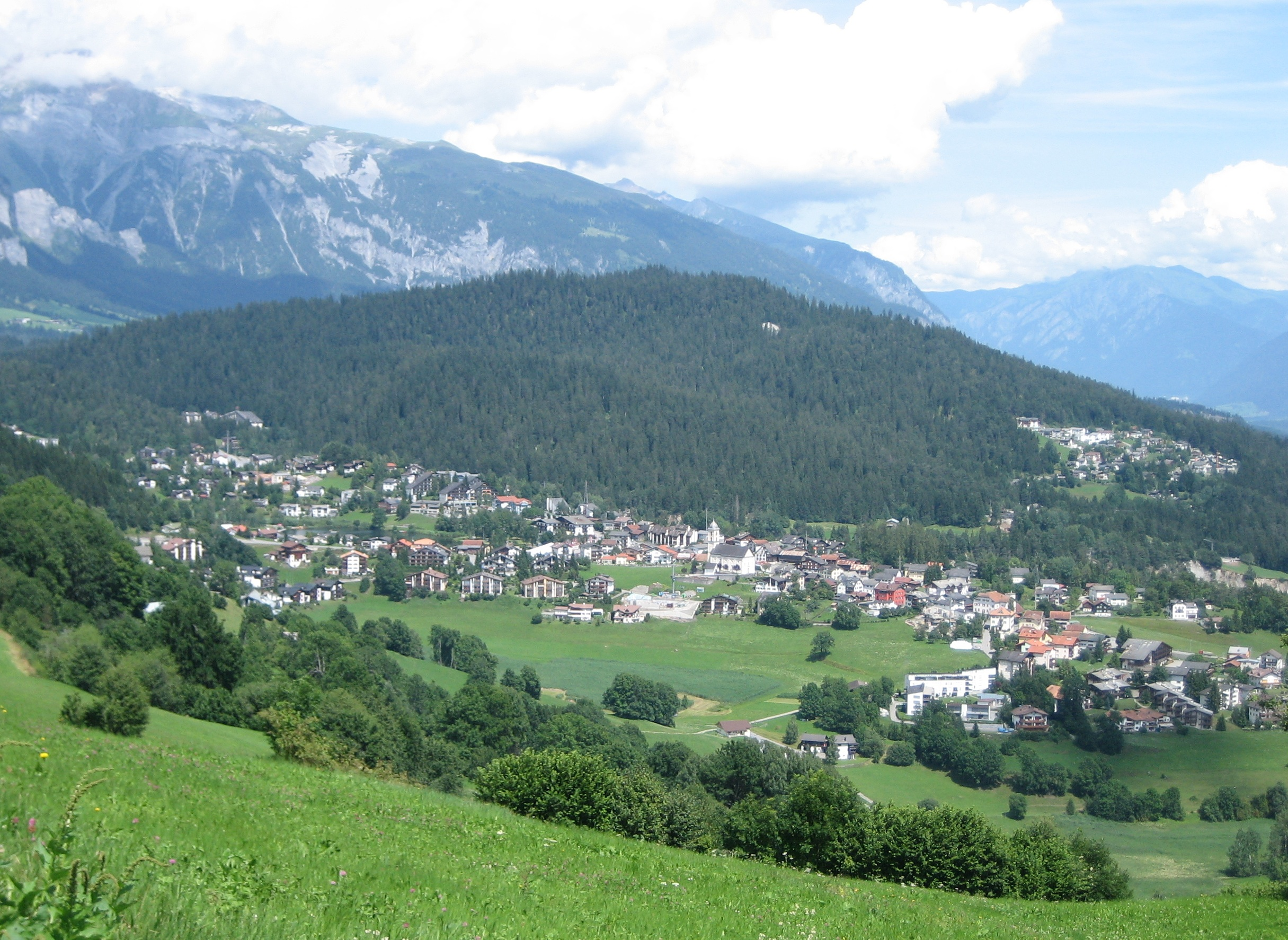
Laax